# He Kexin
He Kexin (可欣 何) est une gymnaste chinoise née le 1er janvier 1992 ou le 1er janvier 1994, à Pékin en Chine. Elle est connue pour sa routine aux barres asymétriques. Elle participe aux Jeux olympiques de Pékin en 2008, où elle gagne une médaille d'or par équipes et une médaille d'or aux barres asymétriques en individuel. Elle détient également un titre mondial sur cet agrès, titre obtenu en 2009. Une polémique sur son âge réel existe.

## Vie de gymnaste
He Kexin s'entraîne à l'école sportive Shichahai à Pékin. Elle participe aux China's National Games en 2006 et Intercity Games en 2007.
Elle commence une carrière internationale en 2008 en participant au circuit de la coupe du monde : à Cottbus, elle réalise un score de 16,800 aux barres asymétriques puis 16,550 à Doha. Elle obtient les plus hautes notes.
Elle fait partie de l'Équipe olympique lors des jeux olympiques de Pékin. Avec la sélection chinoise, elle gagne une médaille d'or par équipes en devançant les États-Unis et la Roumanie. Lors des compétitions par agrès, elle remporte le titre en barres asymétriques. Elle obtient le même total que l'Américaine Nastia Liukin mais elle remporte la médaille d'or, la note de composition de son exercice étant plus élevée[réf. nécessaire].

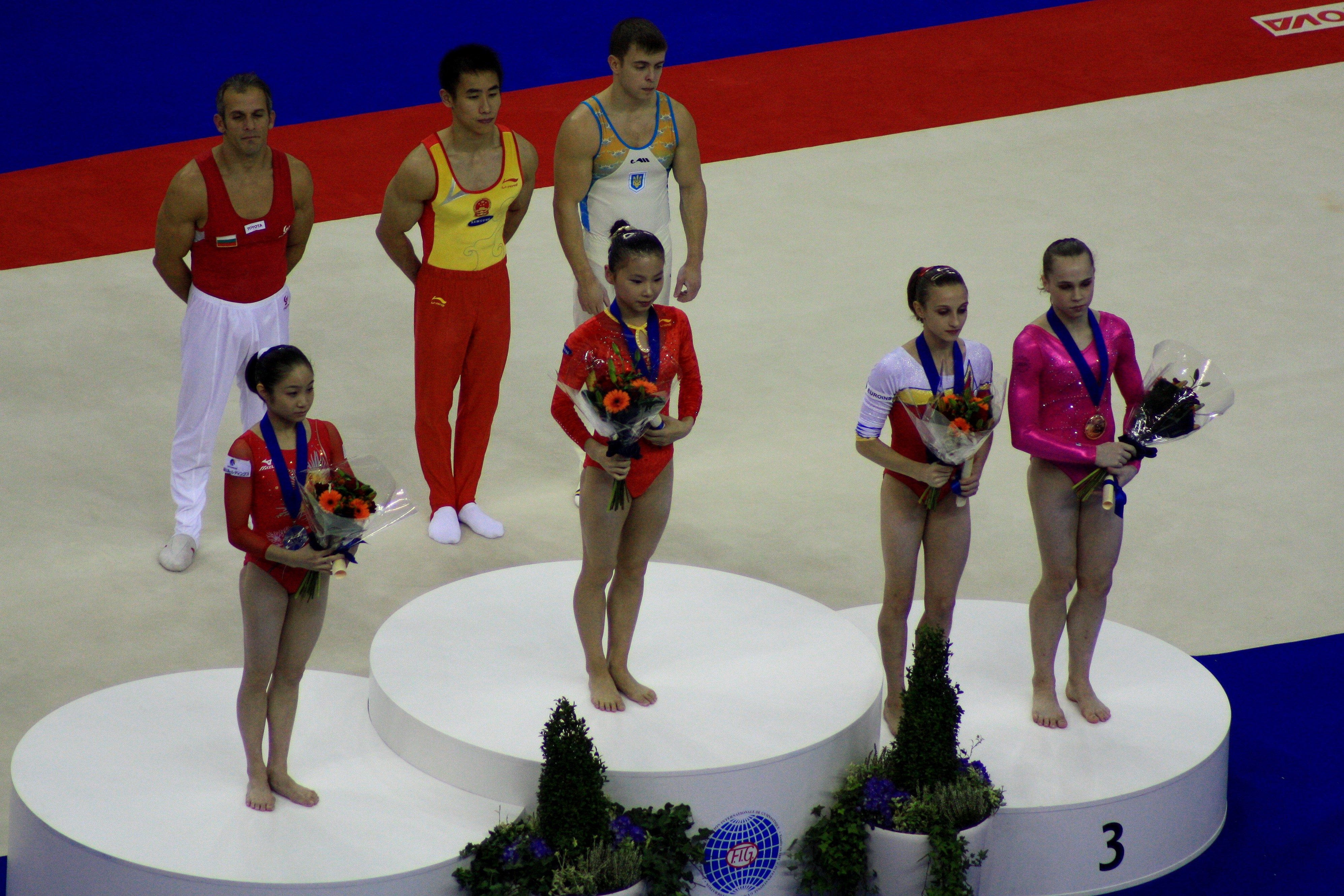
Podium des barres asymétriques du mondial 2009

L'année suivante, elle remporte une nouvelle médaille d'or sur cet agrès lors championnats du monde de Londres. Lors de l'édition suivante, disputée à Rotterdam, elle obtient la médaille de bronze lors du concours général par équipes.

## Âge
Pour participer aux compétitions de gymnastique artistique féminine aux Jeux Olympiques, il faut avoir 16 ans ou plus. Ce qui n'est peut-être pas le cas de He Kexin. Sur son passeport, il est écrit qu'elle est née le 1er janvier 1992, elle aurait donc bien 16 ans lors des Jeux de Pékin. Mais à l'inscription de certaines compétitions, elle aurait 13 ans en 2007, donc 14 ans en 2008, et non 16. Le 1er octobre 2008, la Fédération internationale de gymnastique (FIG) conclut que He Kexin et ses coéquipières, Jiang Yuyuan et Deng Linlin avaient bien l'âge de participer aux Jeux.

## Routine
Aux barres asymétriques, elle exécute une des plus dures routines avec une difficulté de 7,7 points.
Barres asymétriques : Yeager demi-tour Yeager ; Passage en tombé dorsal ; Tour complet en dorsal ; Yeager corps tendu ; Katchev-Salto pak ; Passement filé ; Pirouette et demi à l'appui renversé ; Double back full groupé.
Saut : Yurchenko double vrille

## Historique de compétition
| Année | Compétition          | Lieu      | Agrès               | Rang                               | Score   |
| ----- | -------------------- | --------- | ------------------- | ---------------------------------- | ------- |
| 2008  | World Cup/Series     | Cottbus   | Barres asymétriques | Médaille d'or                      | 16.850  |
| 2008  | World Cup/Series     | Doha      | Barres asymétriques | Médaille d'or                      | 16.550  |
| 2008  | Jeux olympiques      | Pékin     | Par équipes         | Médaille d'or, Jeux olympiques     | 188.900 |
| 2008  | Jeux olympiques      | Pékin     | Barres asymétriques | Médaille d'or, Jeux olympiques     | 16.725  |
| 2008  | World Cup/Final      | Madrid    | Barres asymétriques | Médaille d'or                      | 16.250  |
| 2009  | Championnat du monde | Londres   | Barres asymétriques | Médaille d'or, monde               | 16.000  |
| 2010  | International        | Bercy     | Barres asymétriques | Médaille d'or                      | 16.075  |
| 2010  | Championnat du monde | Rotterdam | Par équipes         | Médaille de bronze, monde          | 174.781 |
| 2011  | Championnat du monde | Tokyo     | Par équipes         | Médaille de bronze, monde          | 172.820 |
| 2012  | Jeux olympiques      | Londres   | Barres asymétriques | Médaille d'argent, Jeux olympiques | 15.933  |